# Aetideopsis antarctica
Aetideopsis antarctica is een eenoogkreeftjessoort uit de familie van de Aetideidae. De wetenschappelijke naam van de soort is voor het eerst geldig gepubliceerd in 1908 door Wolfenden.